# Frühlingserwachen hadművelet

A tavaszi hadműveletek a Dunántúlon

A „Tavaszi ébredés” hadművelet (németül: Unternehmen Frühlingserwachen, másképp: Plattenseeoffensive, „Előretörés a Balatonnál”) német támadó hadművelet volt a második világháború utolsó évében, 1945 tavaszán (március 6–16.). A hadművelet közvetlen célja a Balatontól délre és keletre húzódó frontszakaszok visszavetése volt a Dunáig, ezáltal a hadászati jelentőségű zalai olajmezők védelmezése, végső soron pedig a 2. és 3. Ukrán frontok támadóerőinek szétrombolása.
A hadművelet teljes titokban március 6-án indult, a fő csapásirány a Balatontól keletre irányult, azonban a kezdeti sikerek kifulladtak a szovjet csapatösszevonások és a szűkös német tartalékok miatt. Tíz nap múlva a támadó erők elvesztették a kezdeményezést és védelembe kényszerültek.
Az angol és német nyelvű irodalomban balatoni offenzíva (Lake Balaton Offensive, illetve Plattensee Offensive), az orosz nyelvűben balatoni védekező hadművelet (Балатонская оборонительная операция, Balatonszkaja oboronyityelnaja operacija) az elnevezése.